# Bühler-Timor-Ratte
Die Bühler-Timor-Ratte (Coryphomys buehleri) ist eine ausgestorbene Nagetierart aus der Gruppe der Altweltmäuse (Murinae).
Von diesem Nagetier sind bislang nur subfossile Bruchstücke bekannt, die in Kalksteinhöhlen im indonesischen Westtimor entdeckt wurden. Es war ein großer Vertreter der Altweltmäuse mit einem auffälligen Muster auf den Molaren. Es war eng mit der ebenfalls ausgestorbenen Art Spelaeomys florensis, die auf Flores lebte, verwandt.
Über den Zeitpunkt oder die Ursachen des Aussterbens der Bühler-Ratte gibt es keine genauen Angaben.